# 상고음
상고음(上古音)은 상고한어의 음운론이다. 학자들은 문헌 증거를 통해 상고음을 재구성하려 시도했다. 비록 문자 체계가 소리를 직접적으로 묘사하지는 않지만, 가장 오래된 한자의 공통된 음성 구성 요소는 당시 비슷하게 발음되었던 단어들을 연결한다고 믿어진다. 가장 오래된 현존하는 중국 시인 시경은 그 시대에 어떤 단어들이 운율을 맞추었는지 보여준다. 학자들은 이러한 동시대의 증거들을 훨씬 후대인 601년에 출판된 절운 운서에 기록된 중고 한어의 독음과 비교했지만, 이는 음소 분석에는 미치지 못한다. 추가적인 증거는 다른 중국티베트어족 언어 및 중고 한어 시대 이전에 분리된 민어 (언어) 방언의 동근어, 외래어의 중국어 음역, 그리고 몽몐어족, 크라다이, 비엣어파, 토하라어와 같은 인접 언어로부터의 차용 및 차용어에서 얻어졌다.
비록 많은 세부 사항은 논쟁 중이지만, 최근의 재구성들은 기본 구조에 대해 대체로 동의한다. 상고한어는 중고 한어와 달리 권설음과 구개음 장애음이 없었으나, 특정 종류의 초성 자음군과 무성 공명음을 가졌다는 점에 일반적으로 동의한다. 대부분의 최근 재구성에서는 또한 음절 끝에 자음군이 있었고, 이것이 중고 한어에서 성조로 발전했다고 가정한다.

## 자료

### 절운의 음운 체계

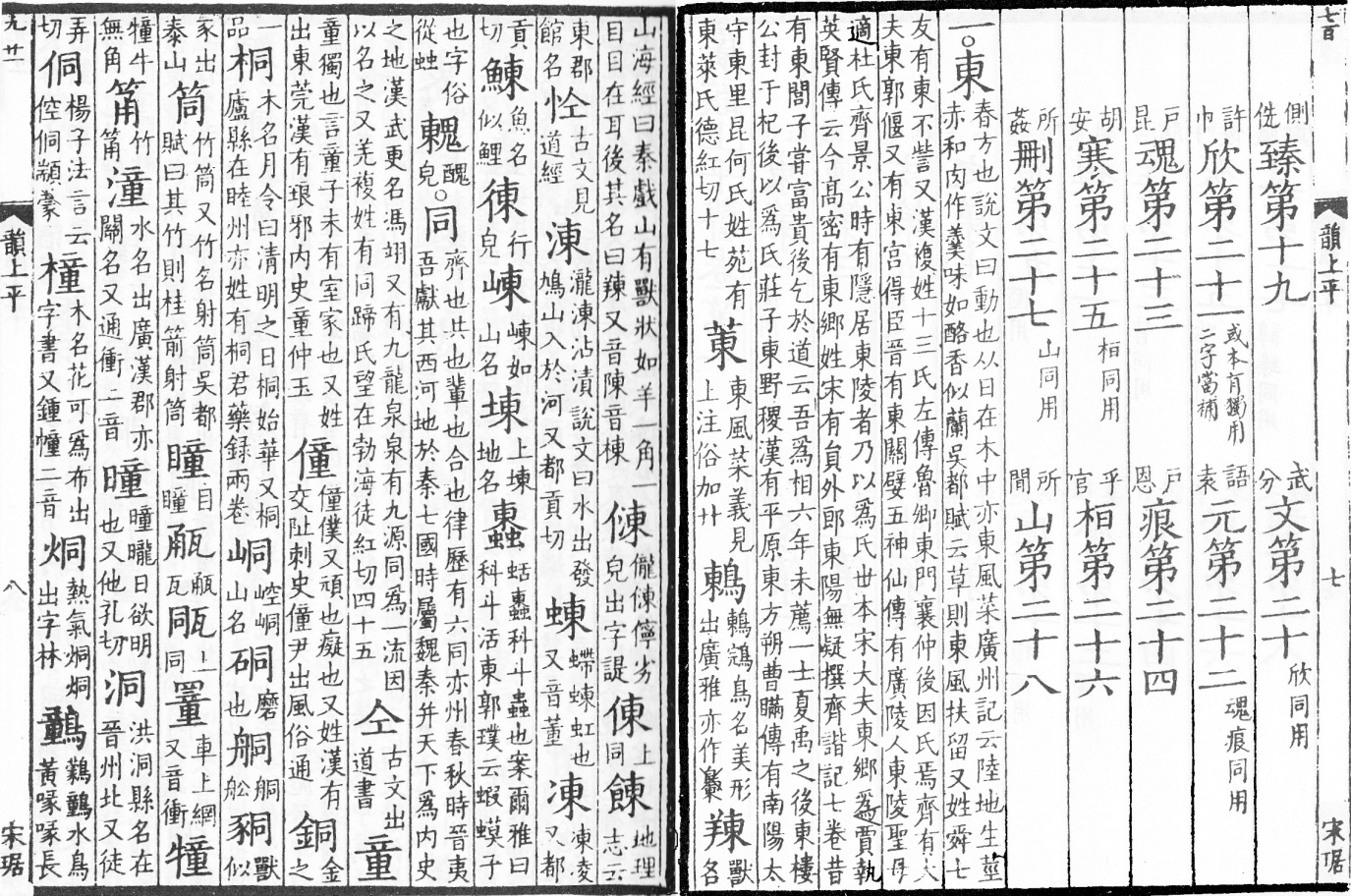
11세기 절운의 개정판인 광운 (책)의 일부

상고한어의 재구성은 일반적으로 601년에 출판되었고, 이후 수세기에 걸쳐 여러 차례 개정 및 확장된 운서인 절운의 음운 체계인 "초기 중고 한어"에서 시작한다.
절운의 서문에 따르면, 절운은 단일한 현대 방언을 기록한 것이 아니라, 당시 중국 각지에서 사용되던 구별을 통합하여 고전을 읽을 때 사용될 문자의 발음을 성문화하려는 목적을 가졌다 (디아시스템).
절운과 그 후계자들은 글자를 성조, 운율군, 동음어군으로 분류했다.
각 동음 글자군의 발음은 반절 방식을 사용하여, 동일한 초성과 운미(음절의 나머지 부분)를 가진 다른 한 쌍의 단어를 사용하여 표기되었다.
반절 표기를 분석하면 체계의 초성과 운미를 나열할 수 있지만, 음성적 값을 결정할 수는 없다.
송나라 시대의 운도는 절운의 음절을 초성과 운미에 대한 정교한 변별적 자질 분석을 사용하여 분류했지만, 이는 후대 시기의 다른 발음의 영향을 받았다.
학자들은 운도를 현대 방언 및 일본어, 한국어, 베트남어(한자어 자료)의 외래어 발음과 비교하여 초성과 운미의 음성적 내용을 결정하려 시도했지만, 운미와 관련된 많은 세부 사항은 여전히 불확실하다.

### 한자의 음성 요소

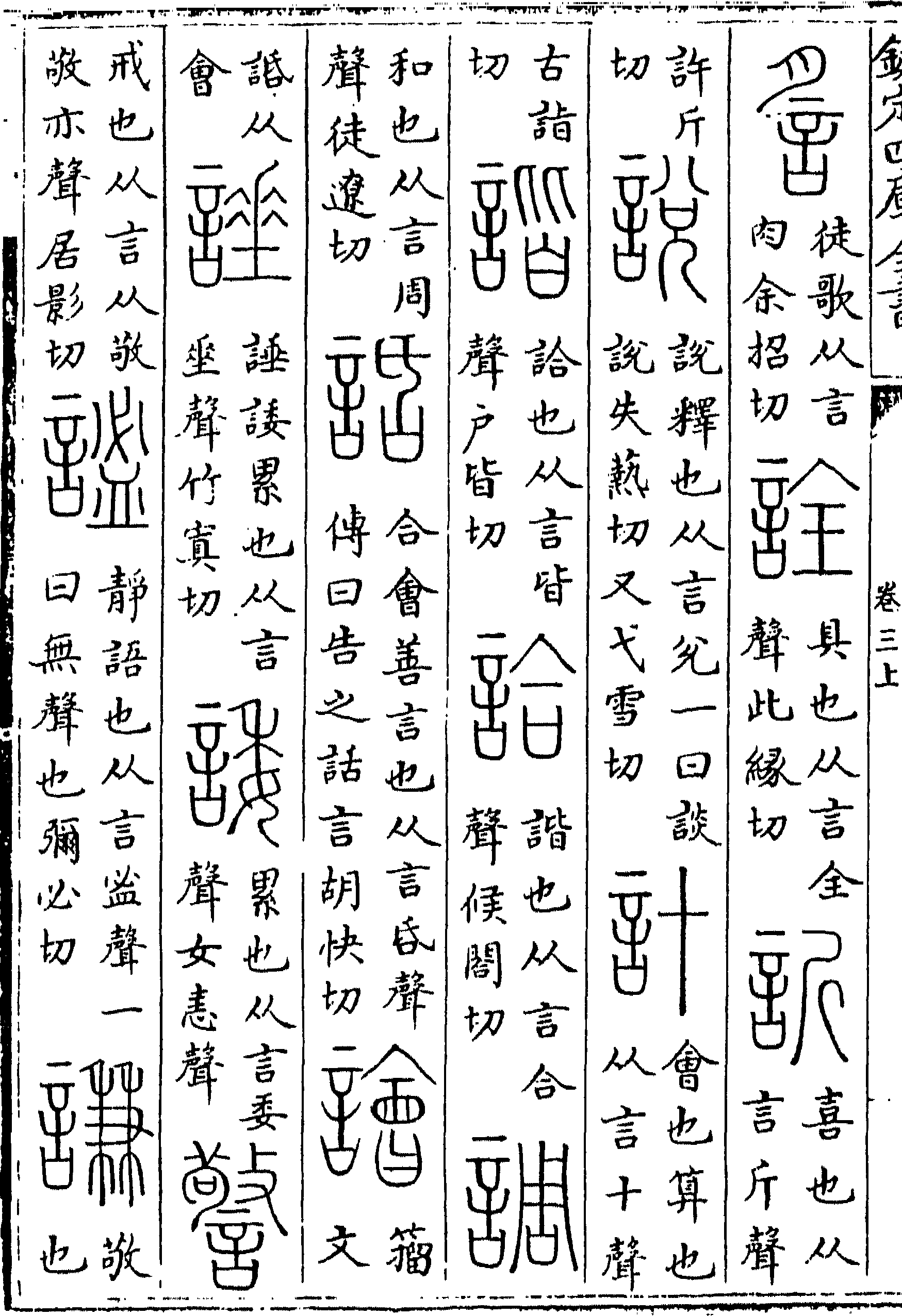
설문해자 송나라 판본 사본의 한 페이지로, 言 요소가 포함된 글자를 보여줌

한자의 각 글자는 원래 단어와 동일한 단일 상고한어 형태소를 나타냈다.
이 체계는 알파벳 체계처럼 개별 음을 나타내는 기호를 사용하지 않는다.
그러나 소수의 단어는 그림으로 표현되지만, 대부분은 비슷한 소리가 나는 단어의 글자를 빌려 쓰고, 종종 의미를 구별하는 요소를 추가한다.
그 결과, 대다수의 글자는 형성자로, 비슷한 소리가 나는 단어의 글자와 의미 지표를 결합하여 단어를 쓴다.
종종 음성 요소를 공유하는 글자(음성 계열을 형성)는 여전히 비슷하게 발음된다. 예를 들어, 中(zhōng, '가운데')이라는 글자는 chōng('물에 씻다', 沖)과 zhōng('충성스럽다', 忠)이라는 단어를 쓰는 데 사용되었다.
다른 경우에는 음성 계열의 단어들이 알려진 어떤 중국어 방언에서도 매우 다른 소리를 가지지만, 글자가 선택될 당시에는 소리가 비슷했을 것으로 추정된다.
중국어 글자 구조에 대한 최초의 체계적인 연구는 허신 (후한)의 설문해자 (서기 100년)이다.
설문해자는 대부분 진나라에서 표준화된 소전을 기반으로 한다.
갑골 문자와 주나라 금문의 초기 글자들은 후대 형태에서 모호해진 관계를 종종 드러낸다.
20세기 후반 이후, 전국 시대의 간독 몇 군데에서 공식적인 갑골 문자 및 금문보다 더 다양한 진나라 이전 글자들이 발굴되었다.

### 시의 운율

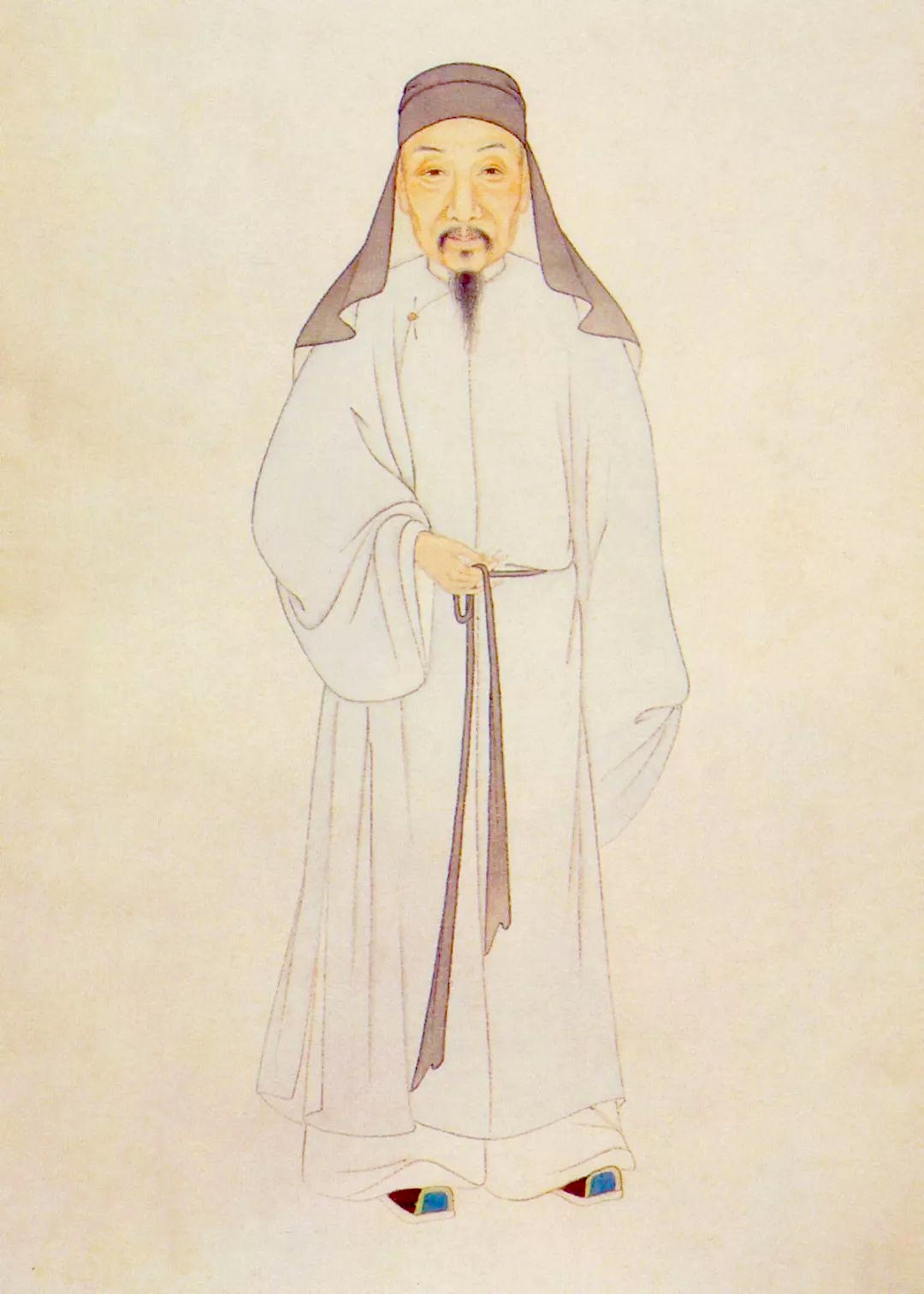
시경 운율에 대한 체계적인 연구를 시작한 고염무

다른 대규모 동시대 증거는 고대 문헌의 운율이다. 대부분의 연구는 기원전 11세기부터 7세기까지의 노래와 시 모음집인 시경에 집중되었다.
이 노래들 중 일부는 현대 중국어 방언에서도 여전히 운율을 맞추지만, 많은 곡은 그렇지 않다.
이것은 느슨한 운율 관행 때문이라고 여겨졌으나, 명나라 말기 학자 진제 (명)가 이전의 일관성이 음운 변화로 인해 모호해졌다고 주장했다.
상고한어 운율에 대한 체계적인 연구는 17세기 고염무가 시경의 운율 단어를 10개 운율군(yùnbù 韻部)으로 나눔으로써 시작되었다.
이 운율군들은 이후 다른 학자들에 의해 다듬어져 1930년대에는 31개의 표준 집합으로 완성되었다.
이 학자들 중 한 명인 단옥재는 동일한 음성 계열의 글자는 동일한 운율군에 속해야 한다는 중요한 원칙을 진술했다. 이를 통해 거의 모든 단어를 운율군에 할당하는 것이 가능해졌다.

### 현대 중국어 방언
현대 민어 (언어) 방언, 특히 푸젠성 북서부 방언은 중고 한어에는 반영되지 않은 구별의 흔적을 보여준다.
예를 들어, 재구성된 원시민어에서 다음과 같은 치음 초성들이 확인되었다.
|                | 무성 파열음 | 무성 파열음 | 무성 파열음 | 유성 파열음 | 유성 파열음 | 유성 파열음 | 비음 | 비음 | 설측음 | 설측음 |
| -------------- | ----------- | ----------- | ----------- | ----------- | ----------- | ----------- | ---- | ---- | ------ | ------ |
| 예시 단어      | 單          | 轉          | 炭          | 直          | 長          | 頭          | 南   | 年   | 來     | 老     |
| 원시민어 초성  | *t          | *-t         | *th         | *d          | *-d         | *dh         | *n   | *nh  | *l     | *lh    |
| 중고 한어 초성 | t           | t           | th          | d           | d           | d           | n    | n    | l      | l      |

다른 조음 위치에서도 파열음과 비음 내에서 유사한 구별이 나타난다.
원시민어의 유성음은 민어 성조의 발달로 추론되지만, 초성의 음성적 값은 불확실하다.
- -t, *-d 등으로 표시된 소리는 젠양 및 푸젠성 북서부의 인근 민어 방언에서 마찰음이나 접근음(예: 젠양에서 [v l h] < *-p *-t *-k)으로 나타나거나 완전히 사라지기 때문에 "연음 파열음"으로 알려져 있으며, 연음화되지 않은 변이음은 파열음으로 나타난다. 초기 몐어파 차용어의 증거는 연음 파열음이 선비음화 자음이었음을 시사한다.[25]

공명음 간의 구별은 일부 하카어 방언에서도 나타난다.
후난성 서부의 화샹어 방언은 다른 중국어 방언들과 크게 달라, 절운에는 없는 여러 구별과 특징을 보존하고 있다.

## 개요
대부분의 학자들은 상고한어 형태소가 압도적으로 단음절이었다고 믿지만, 일부는 최근 소수의 형태소가 부음절을 가졌을 수도 있다고 제안했다(그러나 여전히 단일 문자로 기록되었다).
비록 음성 체계의 많은 세부 사항은 여전히 논쟁 중이지만, 최근의 제안들은 핵심 문제에 대해 실질적으로 일치한다.
예를 들어, 리팡구이와 윌리엄 백스터가 인정한 상고한어 초성 자음은 아래와 같으며, 백스터의 (대부분 잠정적인) 추가 사항은 괄호 안에 표시되어 있다.
|                    |        | 입술소리 | 치음 | 치음   | 구개음 | 연구개음 | 연구개음 | 후두음 | 후두음 |
| 평음               | 치찰음 | 입술소리 | 평음 | 순음화 | 구개음 | 평음     | 순음화   |        |        |
| ------------------ | ------ | -------- | ---- | ------ | ------ | -------- | -------- | ------ | ------ |
| 파열음 또는 파찰음 | 무성   | *p       | *t   | *ts    |        | *k       | *kʷ      | *ʔ     | *ʔʷ    |
| 파열음 또는 파찰음 | 유기음 | *pʰ      | *tʰ  | *tsʰ   |        | *kʰ      | *kʷʰ     |        |        |
| 파열음 또는 파찰음 | 유성   | *b       | *d   | *dz    |        | *ɡ       | *ɡʷ      |        |        |
| 비음               | 무성   | *m̥       | *n̥   |        |        | *ŋ̊       | *ŋ̊ʷ      |        |        |
| 비음               | 유성   | *m       | *n   |        |        | *ŋ       | *ŋʷ      |        |        |
| 설측음             | 무성   |          | *l̥   |        |        |          |          |        |        |
| 설측음             | 유성   |          | *l   |        |        |          |          |        |        |
| 마찰음 또는 접근음 | 무성   |          | (*r̥) | *s     | (*j̊)   |          |          | *h     | *hʷ    |
| 마찰음 또는 접근음 | 유성   |          | *r   | (*z)   | (*j)   |          |          | (*ɦ)   | (*w)   |

대부분의 학자들은 *s-와 다른 자음들의 군집, 그리고 다른 군집들도 재구성하지만, 이 영역은 아직 미해결 상태이다.
널리 받아들여지는 Baxter (1992)의 체계와 같은 최근의 재구성에서, 상고한어 음절의 나머지 부분은 다음과 같이 구성된다.
- 선택적인 중간음 *-r-,
- 중고 한어 "A형" 및 "B형" 음절 간의 구별을 나타내는 일부 표기,
- 여섯 개의 모음 중 하나:

| *i | *ə | *u |
| *e | *a | *o |

- 선택적인 종성으로, 활음 *-j 또는 *-w, 비음 *-m, *-n 또는 *-ŋ, 또는 파열음 *-p, *-t, *-k 또는 *-kʷ가 될 수 있다.
- 선택적인 후속 종성 *-ʔ 또는 *-s.

이러한 체계에서 상고한어는 후대 중국어 형태와 달리 성조가 없다. 중고 한어의 상성과 거성은 상고한어의 후속 종성의 반사음으로 간주된다.

## 절운 체계의 구조
운도 전통에서 초성은 조음 위치와 조음 방법으로 분류되었다.
절운의 초성은 운도와 약간 다르지만, 일반적으로 동의되며 각각 다음과 같이 예시 단어로 전통적으로 명명되었다.
|                    |        | 순음   | 치음   | 권설 파열음 | 치음 치찰음 | 권설 치찰음 | 구개음   | 연구개음 | 후두음   |
| ------------------ | ------ | ------ | ------ | ----------- | ----------- | ----------- | -------- | -------- | -------- |
| 파열음 또는 파찰음 | 무성   | 幫 p-  | 端 t-  | 知 tr-      | 精 ts-      | 莊 tsr-     | 章 tsy-  | 見 k-    | 影 ʔ-    |
| 파열음 또는 파찰음 | 유기음 | 滂 ph- | 透 th- | 徹 trh-     | 清 tsh-     | 初 tsrh-    | 昌 tsyh- | 溪 kh-   |          |
| 파열음 또는 파찰음 | 유성   | 並 b-  | 定 d-  | 澄 dr-      | 從 dz-      | 崇 dzr-     | 禪 dzy-  | 群 g-    |          |
| 비음               | 비음   | 明 m-  | 泥 n-  | 娘 nr-      |             |             | 日 ny-   | 疑 ng-   |          |
| 마찰음             | 무성   |        |        |             | 心 s-       | 生 sr-      | 書 sy-   |          | 曉 x-    |
| 마찰음             | 유성   |        |        |             | 邪 z-       | 俟 zr-      | 船 zy-   |          | 匣/云 h- |
| 접근음             | 접근음 |        | 來 l-  |             |             |             | 以 y-    |          |          |

초성과 운미의 많은 잠재적 조합이 발생하지 않았기 때문에, 운도 설계자들은 다른 공기 패턴을 가진 운미를 분리하여 공간을 절약했으며, 이는 효과적으로 상보적 분포 사례를 식별하는 것이었다.
따라서 운미는 운도에서 배치된 행에 따라 I, II, III, IV 등급(等 děng)으로 나뉘었다.
대부분의 학자들은 I등급과 IV등급 운미가 각각 저모음과 중전모음을 포함했다고 믿으며, II등급은 전설 이완 모음을 가졌다. III등급은 일반적으로 중고 한어에서 구개 중간음 -j-를 나타내는 것으로 간주된다.
절운 음절의 절반 이상에서 제III개합 운미가 나타난다.
일부 저자는 이를 B형 운미라고 부르며, A형은 나머지 모든 개합을 포함한다.
운도의 배치와 절운에서의 분포를 비교하여 이롱은 제III개합 운미를 네 가지 분포 클래스로 세분했는데, 다른 학자들은 이를 순수(또는 독립), 혼합, 그리고 두 종류의 중뉴로 불렀다.
결과적으로 나타나는 7가지 클래스 간의 구별 중 일부는 운도에서만 발견된다.
절운만 고려할 때, 이들은 다양한 조음 위치의 초성과의 공기(共起) 패턴 4가지로 줄어든다.
| 절운 운미 유형  | 절운 운미 유형 | 절운 초성 유형 | 절운 초성 유형 | 절운 초성 유형 | 절운 초성 유형 | 절운 초성 유형 | 절운 초성 유형 | 절운 초성 유형 | 절운 초성 유형 |
| 절운 운미 유형  | 절운 운미 유형 | 순음           | 치음           | 권설 파열음    | 치음 치찰음    | 권설 치찰음    | 구개음         | 연구개음       | 후두음         |
| --------------- | -------------- | -------------- | -------------- | -------------- | -------------- | -------------- | -------------- | -------------- | -------------- |
| A형             | 제I, IV개합    | 예             | 예             |                | 예             |                |                | 예             | 예             |
| A형             | 제II개합       | 예             |                | 예             |                | 예             |                | 예             | 예             |
| B형 (제III개합) | 순수 및 중뉴-4 | 예             |                |                | 예             |                | 예             | 예             | 예             |
| B형 (제III개합) | 혼합 및 중뉴-3 | 예             |                | 예             |                | 예             |                | 예             | 예             |

운도는 또한 절운의 운미를 '개구'(開, kāi) 또는 '합구'(合, hé)로 분류했으며, 후자는 중간음 -w- 또는 입술 둥글림을 나타내는 것으로 믿어진다.
중고 한어의 -w- 중간음은 고르지 않게 분포되어, 연구개음 및 후두음 초성 뒤 또는 특정 운미와 종성 -j, -n, -t 앞에만 구별되었다.

## 초성
상고한어 초성 재구성을 위한 주요 증거원은 중세 운서와 중국 문자 속 음성 단서이다.
20세기 초, 황감은 제I개합과 제IV개합 운미, 그리고 그와 함께 나타나는 초성들, 즉 순음, 치음, 치음 치찰음, 연구개음, 후두음이 원시적이라고 제안했다.

### 음성 계열의 원리
스웨덴의 중국학자 베른하르드 칼그렌이 처음 제안한 핵심 원리는, 동일한 음성 구성 요소로 쓰인 단어들의 초성이 상고한어에서 공통적인 조음 위치를 가졌다는 것이다.
예를 들어, 중고 한어의 치음과 권설 파열음이 음성 계열에서 함께 나타나기 때문에, 이들은 단일한 상고한어 치음 계열로 추적되며, 권설 파열음은 상고한어 중간음 *-r-에 의해 조건화된다.
중고 한어의 치음 치찰음과 권설 치찰음 또한 음성 계열에서 서로 교환 가능하게 나타나며, 비슷하게 단일한 상고한어 치찰음 계열로 추적되며, 권설 치찰음은 상고한어 중간음 *-r-에 의해 조건화된다.
중고 한어 중간음 -w-의 불균등한 분포는 상고한어에 양순 연구개음 및 양순 후두음 초성은 있었지만 양순 연구개 중간음은 없었음을 나타내는 것으로 해석된다(앙드레조르주 오드리쿠르와 세르게이 야혼토프에 따름).
평음과 순음화된 자음은 음성 계열에서 일반적으로 분리되어 유지된다.
중고 한어 -w-의 나머지 출현은 이러한 종성 앞의 후설 모음의 모음분화의 결과로 믿어진다.(Vowels 참조).
| p-  | t-  | tr-  | tsy-  | ts-  | tsr-  | k-  | ʔ- | kw-  | ʔw- |
| ph- | th- | trh- | tsyh- | tsh- | tsrh- | kh- |    | khw- |     |
| b-  | d-  | dr-  | dzy-  | dz-  | dzr-  | g-  |    | gw-  |     |
|     |     |      | sy-   | s-   | sr-   |     | x- |      | xw- |
|     |     |      | zy-   | z-   | zr-   |     | h- |      | hw- |
|     |     |      | y-    |      |       |     |    |      |     |
| m-  | n-  | nr-  | ny-   |      |       | ng- |    | ngw- |     |
|     | l-  |      |       |      |       |     |    |      |     |

중고 한어 g-가 구개음 환경에서만 나타나기 때문에, 리는 g-와 h- 둘 다 상고한어 *ɡ-에서 유래했다고 시도했지만, 일부 경우 불규칙한 발달을 가정해야 했다. 이롱은 중고 한어 초성 h-를 가진 여러 단어가 현대 민어 (언어) 방언에서 구별된다는 것을 보여주었다. 예를 들어, 厚 '두껍다'와 後 '뒤'는 중고 한어에서 둘 다 huwX였지만, 여러 민어 방언에서는 각각 연구개음과 제로 초성을 가진다. 대부분의 저자는 이제 *ɡ-와 *ɦ- 둘 다를 가정하며, *ɡ-는 구개음화되지 않은 환경에서 나중에 약화되었다고 본다. 비슷하게 *w-는 *ɦ-의 순음화된 대응음으로 가정된다.
판우윈은 위 체계의 수정안을 제안했는데, 이는 중고 한어의 성문 파열음과 후두 마찰음이 치음 파열음과 마찰음이 보통 분리되었던 것과 달리 음성 계열에서 함께 나타나는 사실을 설명하기 위함이었다.
그는 성문 파열음 초성 *ʔ-과 마찰음 *h-, *ɦ- 대신 구개수 파열음 *q-, *qʰ- 및 *ɢ-를, 그리고 *ʔʷ-, *hʷ-, *w- 대신 순음화된 구개수 파열음 *qʷ-, *qʷʰ-, *ɢʷ-를 제안했다.

### 불일치하는 계열
그러나 음성 계열에 아주 다른 중고 한어 초성이 함께 나타나는 경우가 여럿 있다.
칼그렌과 후속 연구자들은 그러한 경우에 추가적인 상고한어 자음이나 초성 자음군을 제안했다.
예를 들어, 중고 한어 구개음 치찰음은 치음 및 연구개음과 함께 두 가지 뚜렷한 종류의 계열로 나타난다.
- 周 tsyuw (< *t-, B형) '주기; 주나라', 彫 tew (< *t-, A형) '조각하다' 및 調 dew (< *d-, A형) '조정하다'[73][74]
- 制 tsyejH (< *k-, B형) '잘라내다' 및 猘 kjejH (< *kr-, B형) '미친 개'[75][76]

B형 음절에서 상고한어 치음은 구개음화되었다고 믿어지며, 이는 중간음 *-r-이 존재하지 않는 경우에 해당한다.
일부 상고한어 연구개음도 B형 음절에서 구개음화되었지만, 그 조건화 요인은 부분적으로만 이해되고 있다.
리는 연구개음 또는 후두음과 음성 계열에 나타나는 구개음 초성의 근원으로 *Kr-를 제안했지만, *Pr-에 대한 증거를 찾지 못했으며, chóngniǔ 구별은 모음에 기인한다고 보았다.
풀리블랭크의 제안에 따라 백스터는 chóngniǔ를 *-r-를 사용하여 설명하고, 평범한 연구개음과 후두음은 전설 모음을 가진 B형 음절에서 구개음화되었지만, *-r-이 존재하는 경우는 예외라고 가정했다.
그러나 상당수의 구개음화는 이 규칙으로 설명되지 않는다.
마찬가지로, 중고 한어의 권설 치음 및 치찰음의 원천으로 제안된 사례를 보완하여, 순음 및 연구개음 뒤에도 중간음 *-r-이 발생할 수 있다고 제안된다. 이는 다음과 같은 연결을 설명하기 위함이다.
- 筆 pit (< *pr-, A형) '붓'과 律 lwit (< *br-, A형) '법; 규칙'[84][85]
- 監 kaem (< *kr-, A형) '쳐다보다'와 藍 lam (< *ɡr-, A형) '남색'[86][87]

따라서 중고 한어 설측음 l-은 상고한어 *-r-를 반영하는 것으로 믿어진다.
상고한어 유성 및 무성 설측음 *l- 및 *l̥-은 다음과 같은 다른 계열을 설명하기 위해 제안된다.
- 脫 dwat (< *l-, A형) 및 thwat (< *l̥-, A형) '벗겨내다', 悅 ywet (< *l-, B형) '기쁘다' 및 說 sywet (< OC *l̥-, B형) '말하다'[88][89][o]

후난성 서부의 이질적인 화샹어 방언은 이 단어들 중 많은 단어에서 설측음 초성을 가지고 있다.
상고한어 유동음에 대한 이러한 처리는 티베트-버마어 동근어와 음역 증거에 의해 더욱 지지된다.
예를 들어, "알렉산드리아"(많은 도시 중 하나를 지칭)라는 이름은 한서 96A장에 ⟨烏弋山離⟩로 음역되었는데, 이는 *ʔa-ljək-srjan-rjaj로 재구성된다.
무성 비음 초성 *m̥-, *n̥- 및 *ŋ̊-는 다음과 같은 계열에서 제안된다(동통허와 에드윈 풀리블랭크에 따름).
- 墨 mok '먹'과 黑 xok (< *m̥-) '검다'[96][97]
- 難 nan '어렵다'와 灘 than (< *n̥-) '여울'[98][99]
- 虐 ngjak '잔인하다'와 謔 xjak (< *ŋ̊-) '조롱하다'[100][101]

군집 *sn- 등은 중고 한어 비음과 s-의 교체를 위해 제안된다(칼그렌에 따름).
- 如 nyo (< *n-, B형) '닮다'와 絮 sjoH (< *sn-, B형) '생 비단'[102][103]

다른 군집 초성, 예를 들어 *s와 파열음, 또는 파열음과 *l의 군집이 제안되었지만, 그 존재와 본질은 아직 미해결 문제로 남아 있다.

### 원시민어 초성
원시민어 *nh와 *lh는 상고한어 초성 *n̥과 *l̥와 다르며, 이 둘은 중고 한어 th(구개음 환경에서는 sy)를 산출한다.
원시민어 초성에서 발견되는 구별은 대부분의 연구자들에 의해 상고한어 시대로 거슬러 올라가는 것으로 가정되지만, 위에서 제시된 널리 받아들여지는 상고한어 초성 목록에는 반영되어 있지 않다.
이러한 구별의 상고한어 선행 요소는 아직 합의되지 않았으며, 연구자들은 다양한 자음군을 제안하고 있다.
백스터와 로랑 사가르는 추가적인 유기음을 자음군에서, 연음화된 파열음을 부음절에서 유도한다.

## 중간음
절운의 초성과 운미의 조합은 다음과 같은 표에서와 같이 상고한어 중간음 *-r-와 상고한어의 A형/B형 구별의 대응음을 결합하여 설명할 수 있다.
| 절운 운미 유형  | 절운 운미 유형 | 절운 초성 유형 | 절운 초성 유형 | 절운 초성 유형 | 절운 초성 유형 | 절운 초성 유형 | 절운 초성 유형 | 절운 초성 유형 | 절운 초성 유형 |
| 절운 운미 유형  | 절운 운미 유형 | 순음           | 치음           | 권설 파열음    | 치음 치찰음    | 권설 치찰음    | 구개음         | 연구개음       | 후두음         |
| --------------- | -------------- | -------------- | -------------- | -------------- | -------------- | -------------- | -------------- | -------------- | -------------- |
| A형             | 제I, IV개합    | *P-            | *T-            |                | *TS-           |                |                | *K-            | *Q-            |
| A형             | 제II개합       | *Pr-           |                | *Tr-           |                | *TSr-          |                | *Kr-           | *Qr-           |
| B형 (제III개합) | 순수 및 중뉴-4 | *P-            |                |                | *TS-           |                | *T-, *K-       | *K-            | *Q-            |
| B형 (제III개합) | 혼합 및 중뉴-3 | *Pr-           |                | *Tr-           |                | *TSr-          |                | *Kr-           | *Qr-           |

여기서 *P, *T, *TS, *K, *Q는 상고한어의 자음군을 나타낸다.
청나라 문헌학자 전대흔은 후한 시대 저자들이 제시한 음운 주석을 연구하여, 당시 중고 한어의 치음 및 권설 파열음 계열이 구별되지 않았다는 사실을 이미 발견했다.
모든 학자들이 A형과 B형 음절 간의 차이가 어떤 종류의 실제 상고한어 음운론적 구별을 반영한다는 점에는 동의하지만, 그 음성적 형태에 대해서는 합의가 없다.
전통적인 접근 방식은 중고 한어 구개음 중간음 -j-를 상고한어 중간음 *-j-로 투영하는 것이었지만, 많은 최근 저자들은 중고 한어 중간음의 유무가 상고한어에서는 다른 것을 반영한다고 주장한다.
증거로는 A형 음절이 그러한 중간음이 없는 외국어를 음역하는 데 사용되었다는 점, 티베트-버마어 동근어 및 현대 민어 방언에서 중간음이 없다는 점, 그리고 음성 계열에서 중간음이 무시된다는 점 등이 있다.
이 구별은 다음과 같이 다양하게 설명되었다.
- 접두사의 유무. 야혼토프는 B형이 접두사 *d-를 반영한다고 주장했고,[114][52] 반면 페를루스는 A형이 무강세 접두사 *Cə-(부음절)에서 발생했으며, 이는 B형 음절의 이완성과 대조되는 음절의 긴장도를 조건화했다고 제안했다.[118]
- 주모음의 길이 구별. 풀리블랭크는 처음에 B형 음절이 더 긴 모음을 가졌다고 제안했다.[119] 이후 다른 중국티베트어족 언어의 동근어를 인용하며, 스타로스틴과 정장상팡은 독자적으로 A형에 대해 장모음을, B형에 대해 단모음을 제안했다.[120][121][122] 후자의 제안은 일부 후한 시대 주석에서 A형과 B형 음절을 각각 huǎnqì 緩氣 '느린 숨'과 jíqì 急氣 '빠른 숨'으로 묘사한 것을 설명할 수 있다.[123]
- 운율의 강세 기반 구별. 풀리블랭크는 나중에 A형 음절이 두 번째 모라에 강세가 오는 반면, B형 음절은 첫 번째 모라에 강세가 온다고 제안했다.[119][124]
- 초성 자음의 인두음화. 노먼은 절운 음절의 절반 이상을 차지하는 B형 음절(그의 C형)이 사실 상고한어에서는 무표였다고 제안했다. 대신 그는 나머지 음절이 권설음화(*-r- 중간음) 또는 인두음화로 표시되었으며, 이 둘 중 하나가 중고 한어에서 구개음화를 방지했다고 제안했다.[125] 백스터와 로랑 사가르는 이 제안의 변형을 채택하여 모든 A형 음절에서 인두음화된 초성을 재구성했다.[126]

## 모음
운율이 맞는 음절이 같은 주모음을 가졌다고 가정하면서, 리팡구이는 네 가지 모음 *i, *u, *ə, *a로 구성된 체계를 제안했다.
그는 또한 *ə 또는 *a로 재구성된 운율군에 속했지만 중고 한어에서 구별되는 음절을 설명하기 위해 세 가지 이중모음 *iə, *ia, *ua를 포함했다.
1980년대 후반, 정장상팡, 세르게이 스타로스틴, 윌리엄 백스터(니콜라스 보드맨에 따름)는 독립적으로 이 운율군을 분할해야 한다고 주장하며, 31개의 전통적인 운율군을 50개 이상의 군으로 세분화하여 6개 모음 체계에 상응시켰다.
백스터는 시경의 운율에 대한 통계 분석으로 이 가설을 뒷받침했지만, 종성 *-p, *-m, *-kʷ가 있는 운율이 너무 적어 통계적으로 유의미한 결과를 도출하지 못했다.
다음 표는 이러한 분석을 설명하며, 31개 전통 운율군의 이름과 중고 한어 반영, 그리고 리와 백스터 체계에서의 가정된 상고한어 모음을 나열한다.
전통적인 분석에 따라 운율군은 중고 한어의 해당 종성 유형에 따라 세 개의 병렬 세트로 구성된다.
단순화를 위해, 제II개합과 제III개합의 복잡한 모음 체계는 상고한어 중간음 *-r-과 *-j-의 영향을 반영하는 것으로 믿어지므로, 제I개합과 제IV개합의 중고 한어 운미만 나열되어 있다.
| 시경 운율군 및 제I개합과 제IV개합의 중고 한어 반영    | 시경 운율군 및 제I개합과 제IV개합의 중고 한어 반영 | 시경 운율군 및 제I개합과 제IV개합의 중고 한어 반영 | 시경 운율군 및 제I개합과 제IV개합의 중고 한어 반영 | 시경 운율군 및 제I개합과 제IV개합의 중고 한어 반영 | 시경 운율군 및 제I개합과 제IV개합의 중고 한어 반영 | 시경 운율군 및 제I개합과 제IV개합의 중고 한어 반영 | 시경 운율군 및 제I개합과 제IV개합의 중고 한어 반영 | 상고한어 모음 | 상고한어 모음 |       |
| 중고 한어 개음절 종성 陰聲 yīnshēng                   | 중고 한어 개음절 종성 陰聲 yīnshēng                | 중고 한어 개음절 종성 陰聲 yīnshēng                | 중고 한어 개음절 종성 陰聲 yīnshēng                | 중고 한어 폐음절 종성 入聲 rùshēng                 | 중고 한어 폐음절 종성 入聲 rùshēng                 | 중고 한어 비음 종성 陽聲 yángshēng                 | 중고 한어 비음 종성 陽聲 yángshēng                 | 리            | 백스터        |       |
| ----------------------------------------------------- | -------------------------------------------------- | -------------------------------------------------- | -------------------------------------------------- | -------------------------------------------------- | -------------------------------------------------- | -------------------------------------------------- | -------------------------------------------------- | ------------- | ------------- | ----- |
|                                                       |                                                    |                                                    |                                                    | 緝 qì                                              | -ep                                                | 侵 qīn                                             | -em                                                | *-iə-         | *-i-          |       |
| -op                                                   | -om                                                | *-ə-                                               | *-ə-, *-u-                                         | 緝 qì                                              |                                                    | 侵 qīn                                             |                                                    |               |               |       |
| 葉 yè / 盍 hé                                         | -ep                                                | 談 tán                                             | -em                                                | *-ia-                                              | *-e-                                               |                                                    |                                                    |               |               |       |
| 葉 yè / 盍 hé                                         | -ap                                                | 談 tán                                             | -am                                                | *-a-                                               | *-a-, *-o-                                         |                                                    |                                                    |               |               |       |
| 脂 zhī                                                | -ej                                                | -ej                                                | -ej                                                | 質 zhì                                             | -et                                                | 真 zhēn                                            | -en                                                | *-i-          | *-i-          |       |
| 微 wēi                                                | -ej                                                | -ej                                                | -ej                                                | 物 wù / 術 shù                                     | -et                                                | 文 wén / 諄 zhūn                                   | -en                                                | *-iə-         | *-ə-          |       |
| 微 wēi                                                | -oj                                                | -oj                                                | -oj                                                | 物 wù / 術 shù                                     | -ot                                                | 文 wén / 諄 zhūn                                   | -on                                                | *-ə-          | *-u-          |       |
|                                                       |                                                    | 祭 jì                                              | -ej                                                | 月 yuè                                             | -et                                                | 元 yuán / 寒 hán                                   | -en                                                | *-ia-         | *-e-          |       |
| 歌 gē                                                 | -a                                                 | 祭 jì                                              | -aj                                                | 月 yuè                                             | -at                                                | 元 yuán / 寒 hán                                   | -an                                                | *-a-          | *-a-          |       |
| 歌 gē                                                 | -wa                                                | 祭 jì                                              | -waj                                               | 月 yuè                                             | -wat                                               | 元 yuán / 寒 hán                                   | -wan                                               | *-ua-         | *-o-          |       |
| 支 zhī / 佳 jiā                                       | -ej                                                | -ej                                                | -ej                                                | 錫 xī                                              | -ek                                                | 耕 gēng                                            | -eng                                               | *-i-          | *-e-          |       |
| 之 zhī                                                | -oj                                                | -oj                                                | -oj                                                | 職 zhí                                             | -ok                                                | 蒸 zhēng                                           | -ong                                               | *-ə-          | *-ə-          |       |
| 魚 yú                                                 | -u                                                 | -u                                                 | -u                                                 | 鐸 duó                                             | -ak                                                | 陽 yáng                                            | -ang                                               | *-a-          | *-a-          |       |
| 侯 hóu                                                | -uw                                                | -uw                                                | -uw                                                | 屋 wū                                              | -uwk                                               | 東 dōng                                            | -uwng                                              | *-u-          | *-o-          |       |
| 幽 yōu                                                | -aw                                                | -aw                                                | -aw                                                | 覺 jué / 沃 wò                                     | -owk                                               | 冬 dōng / 中 zhōng                                 | -owng                                              | *-ə-ʷ         | *-u-          |       |
| 幽 yōu                                                | -ew                                                | -ew                                                | -ew                                                | 覺 jué / 沃 wò                                     | -ek                                                | 冬 dōng / 中 zhōng                                 |                                                    |               | *-iə-ʷ        | *-i-ʷ |
| 宵 xiāo                                               | -aw                                                | -aw                                                | -aw                                                | 藥 yào                                             | -ak, -owk, -uwk                                    | *-a-ʷ                                              | *-a-ʷ                                              |               |               |       |
| 宵 xiāo                                               | -ew                                                | -ew                                                | -ew                                                | 藥 yào                                             | -ek                                                | *-ia-ʷ                                             | *-e-ʷ                                              |               |               |       |
| -ʷ: 순음화된 연구개음 종성으로 재구성된 상고한어 운미 |                                                    |                                                    |                                                    |                                                    |                                                    |                                                    |                                                    |               |               |       |

## 성조와 종성 자음
종성 자음과 성조의 관계, 그리고 실제로 상고한어에 후대 시기의 특징적인 성조가 없었는지 여부에 대해 많은 논란이 있었다. 이는 명나라 학자 진제 (명)가 처음 제안한 것이다.
중고 한어의 사성은 서기 500년경 심약에 의해 처음 기술되었다.
이들은 '평성'(平 píng), '상성'(上 shǎng), '거성'(去 qù), 그리고 '입성'(入 rù)이었으며, 마지막 범주는 파열음(-p, -t, -k)으로 끝나는 음절로 구성되었다.
시경의 운율은 일반적으로 이러한 성조 범주를 따르지만, 현재는 다른 성조로 발음되는 글자들이 노래에서 함께 운율을 맞추는 많은 경우가 있으며, 주로 거성과 입성 사이에서 발생한다.
이것은 단옥재가 상고한어에 거성이 없었다고 제안하게 만들었다.
왕념손(1744–1832)과 강유고(d.1851)는 당시 언어에 중고 한어와 같은 성조가 있었지만, 일부 단어가 나중에 성조를 옮겼다고 결론 내렸으며, 이는 중국 언어학자들 사이에서 여전히 널리 받아들여지는 견해이다.
칼그렌은 또한 거성과 입성의 단어들이 각 글자 내에서 음성 요소를 공유하는 많은 사례를 지적했다. 예를 들어,
- 賴 lajH '의존하다'와 剌 lat '악랄하다'[140]
- 欬 khojH '기침'과 刻 khok '깎다; 새기다'[141]

그는 이러한 쌍에서 거성 단어들이 상고한어에서 유성 파열음(*-d 또는 *-ɡ)으로 끝났을 것이라고 제안했다.
운율군을 분할하기를 꺼렸던 동통허와 리팡구이는 이러한 최종 유성 파열음을 전체 운율군으로 확장했다.
유일한 예외는 가요 및 제사 그룹(리의 *-ar 및 *-ad)이었는데, 여기서 전통적인 분석은 이미 입성 접촉을 가진 음절을 구별하고 있었다.
결과적으로 개음절의 부족은 언어유형론적 근거에서 비판을 받았다.
왕리는 입성과의 연결이 있는 단어들을 해당 입성군으로 재배치하는 것을 선호했는데, 이는 장모음 뒤에 최종 파열음이 소실되었다고 제안하는 것이다.
다른 관점은 오드리쿠르가 베트남어의 성조가 초기 종성 자음에서 유래했다는 것을 보여준 데서 찾을 수 있다. 베트남어의 성조는 중고 한어의 성조와 매우 유사한 구조를 가지고 있다.
베트남어의 상성 및 거성 대응음은 각각 최종 성문 파열음과 *-s에서 유래했으며, 후자는 성문 마찰음 *-h로 발전했다.
이러한 성문 후속 종성들은 각각 상승 및 하강 음조 윤곽을 조건화했으며, 후속 종성이 소실되었을 때 구별적이게 되었다.
오드리쿠르는 또한 중국어 거성이 상고한어 파생 접미사 *-s를 반영한다고 제안했다.
파열음 종성과의 연결은 *-ts 또는 *-ks로 끝나는 음절로 설명될 수 있으며, 파열음은 나중에 사라져 개음절과의 운율을 허용했다.
해당하는 순음 종성이 없는 것은 *-ps가 *-ts로 일찍 동화되었기 때문일 수 있다.
풀리블랭크는 거성 음절이 -s로 끝나는 외국어를 중국어로 음역하는 데 사용된 여러 예를 들어 이 이론을 지지했다.
풀리블랭크는 오드리쿠르의 제안을 논리적 결론으로 이끌어, 중국어 상성도 최종 성문 파열음에서 유래했다고 제안했다.
메이쭈린은 산스크리트어 단어의 초기 음역 증거로 이 이론을 지지했으며, 일부 현대 중국어 방언(예: 온주어 및 일부 민어 방언)에서 상성 단어가 성문 파열음으로 끝난다는 점을 지적했다.
또한 시경에서 상성 단어와 운율이 맞는 입성 단어 대부분은 -k로 끝난다.
종합적으로, 이러한 가설들은 다음과 같은 상고한어 음절 종성 집합으로 이어진다.
| 중고 한어 개음절 종성 | 중고 한어 개음절 종성 | 중고 한어 개음절 종성 | 중고 한어 개음절 종성 | 중고 한어 폐음절 종성 | 중고 한어 비음 종성 | 중고 한어 비음 종성 | 중고 한어 비음 종성 |
| 平                    | 上                    | 去                    | 去                    | 入                    | 平                  | 上                  | 去                  |
| --------------------- | --------------------- | --------------------- | --------------------- | --------------------- | ------------------- | ------------------- | ------------------- |
|                       |                       |                       |                       | *-p                   | *-m                 | *-mʔ                | *-ms                |
| *-j                   | *-jʔ                  | *-js                  | *-ts                  | *-t                   | *-n                 | *-nʔ                | *-ns                |
| *-∅                   | *-ʔ                   | *-s                   | *-ks                  | *-k                   | *-ŋ                 | *-ŋʔ                | *-ŋs                |
| *-w                   | *-wʔ                  | *-ws                  | *-kʷs                 | *-kʷ                  |                     |                     |                     |

백스터는 또한 구강 파열음 종성 뒤에 성문 파열음이 발생할 가능성에 대해서도 추측했다.
증거는 제한적이며, 주로 상성 음절과 -k 종성 간의 접촉으로 구성되는데, 이는 음성적 유사성으로도 설명될 수 있다.
음성 계열과 운율에서 중고 한어 -j가 -n과 교차하는 것을 설명하기 위해 세르게이 스타로스틴은 그러한 경우 중고 한어 -n이 상고한어 *-r에서 유래했다고 제안했다.
다른 학자들은 그러한 접촉이 방언 혼합 때문이라고 주장하며, *-n이 후한 시대에는 동부 방언에서 사라졌다는 증거를 인용한다.
백스터와 로랑 사가르는 *-r에 대한 음역 증거를 인용하며, 이것이 서부 상고한어 방언에서는 *-n으로, 동부 방언에서는 *-j로 변화했다고 주장한다.

## 같이 보기
- 중국어 음운론

## 내용주
1. ↑  同聲必同部 Tóng shēng bì tóng bù.[21]
2. ↑  재구성된 상고한어 형태는 별표로 표시되며, 1992의 표기를 따르지만, 그의 최근 연구에서 일부 그래픽 대체가 이루어졌다.
*ɨ 대신 *ə[33], IPA 규약에 따라 렌더링된 자음들이다.
3. ↑  백스터는 구개음 초성의 재구성을 "특히 잠정적이며, 주로 부족한 그래픽 증거에 기반한다"고 설명한다.[34]
4. ↑  추가 문자 -r-, -y-, -h-는 독립된 분절음이 아니라 앞선 자음의 권설음화, 구개음화 또는 유기음을 나타낸다.[40]
5. ↑  운도는 순치음 마찰음도 구별되는 후기 단계를 묘사한다.[41]
6. ↑  이들이 치경음 조음이었는지 치음 조음이었는지는 분명하지 않다. 현대 중국어 방언에서는 대부분 치경음이다.[42]
7. ↑  권설음 및 구개음 치찰음은 후기 운도에서 단일 계열로 취급되었다.[43]
8. ↑  마찰음의 조음 위치는 명확하지 않으며, 현대 방언마다 다르다.[44]
9. 1 2  초성 禪과 船은 운도에서의 위치와 반대인데, 이는 혼동되었을 것으로 믿어진다.[45]
10. ↑  zr- 초성은 절운에서 俟와 漦 두 단어에만 나타나며, 후기 광운에서는 dzr-와 합쳐진다. 많은 재구성에서 생략되며, 표준 중국어 명칭이 없다.[46]
11. 1 2  운도에서 h-의 구개음화된 이음(云)은 y-(以)와 결합하여 단일 초성 喻가 된다.[47]
12. ↑  1940년, 칼그렌은 Grammata Serica라는 사전에서 상고한어의 최초 완전 재구성을 발표했는데, 이 사전에서는 글자들이 운율군 내의 음성 계열별로 배열되어 있다.
1957년 개정판인 Grammata Serica Recensa (GSR)는 왕리, E. G. 풀리블랭크, 리팡구이, 윌리엄 백스터와 같은 후대 학자들의 연구에 의해 칼그렌의 재구성이 대체되었음에도 불구하고 여전히 표준 참고 자료로 남아 있다.[62]
13. ↑  중고 한어 형태는 백스터 표기법으로 표기된다.[72]
14. ↑  칼그렌은 원래 이러한 경우에 상고한어 자음군에 *-l-을 가정했다.[83]
15. ↑  원래 Pulleyblank (1962a), 114–119쪽에서 유성 및 무성 마찰음 초성으로 제안되었다.
16. ↑  각 운율군은 해당 광운 운미 중 하나를 따서 명명되었으며, 선택은 저자마다 다를 수 있다.[135]
17. ↑  祭 그룹은 거성 단어만 포함했다.[136]
18. ↑  중국어 정체자: “四聲之辯，古人未有。” in Chen Di (1541–1617), Máo Shī Gǔ Yīn Kǎo 《毛詩古音考》, quoted in Wang (1985), 72쪽.

### 인용 작품
- Baxter, William H. (1992), 《A Handbook of Old Chinese Phonology》, Berlin: Mouton de Gruyter, ISBN 978-3-11-012324-1.
- ——— (2006), “Eulogy: Sergej Anatol'evič Starostin” (PDF), 《Journal of Chinese Linguistics》 34 (1): 164–166.
- Baxter, William; Sagart, Laurent (2014), 《Old Chinese: A New Reconstruction》, Oxford University Press, ISBN 978-0-19-994537-5.
- Bodman, Nicholas C. (1980), 〈Proto-Chinese and Sino-Tibetan: data towards establishing the nature of the relationship〉,   van Coetsem, Frans; Waugh, Linda R., 《Contributions to historical linguistics: issues and materials》, Leiden: E. J. Brill, 34–199쪽, ISBN 978-90-04-06130-9.
- Boltz, William (1999), 〈Language and Writing〉,   Loewe, Michael; Shaughnessy, Edward L., 《The Cambridge History of Ancient China》, Cambridge: Cambridge University Press, 74–123쪽, doi:10.1017/CHOL9780521470308.004, ISBN 978-0-521-47030-8.
- Branner, David Prager (2000), 〈The rime-table system of formal Chinese phonology〉,   Auroux, Sylvain; Koerner, E. F. K.; Niederehe, Hans-Josef; Versteegh, Kees, 《History of the Language Sciences》, Walter de Gruyter, 46–55쪽, ISBN 3-11-011103-9.
- ——— (2006), 〈What are rime tables and what do they mean?〉,   Branner, David Prager, 《The Chinese Rime Tables: Linguistic Philosophy and Historical-Comparative Phonology》, Amsterdam: John Benjamins, 1–34쪽, doi:10.1075/cilt.271.01bra, ISBN 978-90-272-4785-8.
- Dong, Hongyuan (2014), 《A History of the Chinese Language》, Routledge, ISBN 978-1-317-74389-7.
- Ferlus, Michel (2001), 〈The Origin of Tones in Viet–Muong〉 (PDF),   Burusphat, Somsonge, 《Eleventh Annual Meeting of the Southeast Asian Linguistic Society》, Arizona State University, 297–313쪽, ISBN 978-1-881044-34-5.
- Haudricourt, André-Georges (1954a), “De l'origine des tons en vietnamien” [The origin of tones in Vietnamese], 《Journal Asiatique》 242: 69–82. (English translation by Marc Brunelle)
- ——— (1954b), “Comment reconstruire le chinois archaïque” [How to reconstruct Old Chinese], 《Word》 10 (2–3): 351–364, doi:10.1080/00437956.1954.11659532. (English translation by 기욤 자크)
- Handel, Zev J. (2003), 〈Appendix A: A Concise Introduction to Old Chinese Phonology〉,   Matisoff, James, 《Handbook of Proto-Tibeto-Burman: System and Philosophy of Sino-Tibetan Reconstruction》, Berkeley: University of California Press, 543–576쪽, ISBN 978-0-520-09843-5.
- Karlgren, Bernhard (1923), 《Analytic dictionary of Chinese and Sino-Japanese》, Paris: Paul Geuthner.
- ——— (1957), 《Grammata Serica Recensa》, Stockholm: Museum of Far Eastern Antiquities, OCLC 1999753.
- Li, Fang-Kuei (1974–1975), translated by Gilbert L. Mattos, “Studies on Archaic Chinese”, 《Monumenta Serica》 31: 219–287, doi:10.1080/02549948.1974.11731100, JSTOR 40726172.
- Li, Rong (1956), 《Qièyùn yīnxì》 切韵音系 [Qieyun phonology] (중국어), Beijing: Kexue.
- Mei, Tsu-lin (1970), “Tones and prosody in Middle Chinese and the origin of the rising tone” (PDF), 《Harvard Journal of Asiatic Studies》 30: 86–110, doi:10.2307/2718766, JSTOR 2718766, 2016년 3월 8일에 원본 문서 (PDF)에서 보존된 문서.
- Norman, Jerry (1973), “Tonal development in Min”, 《Journal of Chinese Linguistics》 1 (2): 222–238, JSTOR 23749795.
- ——— (1986), 〈The origin of Proto-Min softened stops〉,   McCoy, John; Light, Timothy, 《Contributions to Sino-Tibetan studies》, Leiden: E. J. Brill, 375–384쪽, ISBN 978-90-04-07850-5.
- ——— (1988), 《Chinese》, Cambridge: Cambridge University Press, ISBN 978-0-521-29653-3.
- ——— (1994), “Pharyngealization in Early Chinese”, 《Journal of the American Oriental Society》 114 (3): 397–408, doi:10.2307/605083, JSTOR 605083.
- Pulleyblank, Edwin G. (1962a), “The Consonantal System of Old Chinese” (PDF), 《Asia Major》 9: 58–144, 2020년 8월 8일에 원본 문서 (PDF)에서 보존된 문서, 2014년 7월 28일에 확인함.
- ——— (1962b), “The Consonantal System of Old Chinese, part 2” (PDF), 《Asia Major》 9: 206–265, 2021년 12월 17일에 원본 문서 (PDF)에서 보존된 문서, 2014년 7월 28일에 확인함.
- ——— (1977–1978), “The final consonants of Old Chinese”, 《Monumenta Serica》 33: 180–206, doi:10.1080/02549948.1977.11745046, JSTOR 40726239.
- ——— (1992), “How do we reconstruct Old Chinese?”, 《Journal of the American Oriental Society》 112 (3): 365–382, doi:10.2307/603076, JSTOR 603076.
- Sagart, Laurent (1999), 《The Roots of Old Chinese》, Amsterdam and Philadelphia: John Benjamins Publishing Company, ISBN 1-55619-961-9.
- ——— (2007), 〈Reconstructing Old Chinese uvulars in the Baxter-Sagart system〉 (PDF), 《40th International Conference on Sino-Tibetan Languages and Linguistics》.
- Schuessler, Axel (2007), 《ABC Etymological Dictionary of Old Chinese》, Honolulu: University of Hawaii Press, ISBN 978-0-8248-2975-9.
- ——— (2009), 《Minimal Old Chinese and Later Han Chinese: A Companion to Grammata Serica Recensa》, Honolulu: University of Hawaii Press, ISBN 978-0-8248-3264-3.
- Starostin, George (2015), “William H. Baxter, Laurent Sagart. Old Chinese. A New Reconstruction” (PDF), Book reviews, 《Journal of Language Relationship》 13 (4): 383–389, doi:10.31826/jlr-2016-133-412, S2CID 212688788.
- Starostin, Sergei A. (1989), 《Rekonstrukcija drevnekitajskoj fonologičeskoj sistemy》 [Reconstruction of the Phonological System of Old Chinese] (PDF) (러시아어), Moscow: 나우카, ISBN 978-5-02-016986-9.
- Wang, Li (1985), 《Hànyǔ Yǔyīn Shǐ》 汉语语音史 [History of Chinese Phonetics] (중국어), Beijing: China Social Sciences Press. Reprinted by Shāngwù Yìnshūguǎn Chūbǎn, Beijing in 2008, ISBN 978-7-100-05390-7.
- Zhengzhang, Shangfang (1991), “Decipherment of Yue-Ren-Ge (Song of the Yue boatman)”, 《Cahiers de Linguistique Asie Orientale》 20 (2): 159–168, doi:10.3406/clao.1991.1345.
- ——— (2000), 《The Phonological system of Old Chinese》, translated by Laurent Sagart, Paris: École des Hautes Études en Sciences Sociales, ISBN 978-2-910216-04-7.